# لبخند بزن (مجموعه تلویزیونی)
لبخند بزن (انگلیسی: Smile, You; کره‌ای: 그대, 웃어요) یک مجموعه تلویزیونی محصول کره جنوبی در سال ۲۰۰۹ با بازی لی مین جونگ و جونگ کیونگ هو به عنوان اولین نقش اصلی آنها در یک درام کره‌ای است. این مجموعه به کارگردانی لی ته گون و نویسندگی مون هی جونگ است و از ۲۶ سپتامبر تا ۷ مارس ۲۰۱۰، روزهای شنبه و یکشنبه ساعت ۲۱:۴۵ (کی‌اس‌تی) از اس‌بی‌اس برای ۴۵ قسمت پخش شد. لبخند بزن داستان خانواده‌ای ثروتمند را بازگو می‌کند که مجبور می‌شوند در خانهٔ راننده خانوادگی سابقشان زندگی کنند.

## بازیگران
خانواده سو
- لی مین جونگ در نقش سو جونگ این[۲]
- لی چون هی در نقش سو سونگ جون
- چوی جونگ یون در نقش سو جونگ کیونگ
- کانگ سوک وو در نقش سو جونگ گیل
- هو یون جونگ در نقش گونگ جو هی

خانواده کانگ
- جونگ کیونگ هو در نقش کانگ هیون سو[۳]
- چوی بول ام در نقش کانگ مان بوک
- چون هو جین در نقش کانگ سانگ هون
- سونگ اوک سوک در نقش کانگ گوم جا

سایر بازیگران
- لی کیو هان در نقش لی هان سه
- جون هه جین در نقش جونگ جی سو
- یون جو-سانگ در نقش لی جون به
- چوی کوان در نقش پارک کیونگ سو
- پارک جون گوم در نقش مادر هان سه
- جونگ سو نیو در نقش سو نیو
- هونگ ایل کوان در نقش هان مین جون
- هان بو به در نقش هان یون جه
- چوی سونگ هیون در نقش هونگ سون وو
- جونگ مین سونگ در نقش منشی کیم
- جی یو در نقش عضو بی‌ئی‌ای‌تی
- جو یون هی در نقش قرار بدون آشنایی قبلی هیون سو (حضور افتخاری)